# Europart Holding
EUROPART (Eigenschreibweise EUROPART) ist ein deutsches Unternehmen für Fahrzeugersatzteile und beliefert Nutzfahrzeugwerkstätten sowie Betreiber von Lkw-, Trailer-, Transporter- und Busflotten in Europa.

## Geschichte
Das Unternehmen wurde 1948 als „Westdeutsche Federnzentrale Wachenfeld & Co.“ gegründet und hat seinen Hauptsitz in Hagen, Deutschland. Seit 1995 betreibt es unter der Marke „EUROPART“ ein europaweites Netz mit 300 eigenen Standorten in 28 Ländern.
Das Unternehmen hat insgesamt 2.000 Mitarbeitende.